# چشم شیطان (فیلم ۱۳۷۲)
چشم شیطان فیلمی به کارگردانی و نویسندگی حسن هدایت ساخته سال ۱۳۷۲ است.
این فیلم در ۱ فروردین ۱۳۷۳ در سینماهای ایران اکران شد.

## خلاصه فیلم
پس از سوء قصد نافرجام به جان کمال خان، او با الماس «چشم شیطان» که به مالکش قدرت می‌دهد، ناپدید می‌شود. برادرش صمصام الدوله کارآگاهی به نام محمود خان را برای یافتن او مأمور می‌کند. محمود خان به اصفهان می‌رود و با سولماز و خالهٔ او و شوهر خاله اش رشید پاشا که برای یافتن چشم شیطان از عثمانی آمده‌اند رو به رو می‌شود. آنها در هتل محل اقامتشان با یک سرگرد انگلیسی و خدمتکار هندی اش، یک کمیسر روس که مأمور نظمیه اصفهان است و عده‌ای دیگر مواجه می‌شوند که همگی در پی چشم شیطان هستند.

## بازیگران
- علیرضا خمسه در نقش کارآگاه محمود خان
- محمد برسوزیان در نقش رشید پاشا
- خسرو دستگیر در نقش کمیسر رئیس نظمیه اصفهان
- زهره حمیدی در نقش خاله سولماز
- مژگان خورشیدی در نقش سولماز
- جمشید شاه‌محمدی در نقش دکتر کمال خان
- اصغر زمانی
- اکبر اصفهانی
- فرهاد خان‌محمدی در نقش سرگرد انگلیسی

## جشنواره‌ها
- برنده سیمرغ بلورین بهترین فیلم‌برداری (حسن پویا) در دوازدهمین دوره جشنواره فیلم فجر - ۱۳۷۲
- برنده سیمرغ بلورین بهترین موسیقی متن (ناصر چشم‌آذر) در دوازدهمین دوره جشنواره فیلم فجر - ۱۳۷۲
- برنده سیمرغ بلورین بهترین تدوین (حسین زندباف) در دوازدهمین دوره جشنواره فیلم فجر - ۱۳۷۲
- کاندیدای بهترین کارگردانی (حسن هدایت) در دوازدهمین دوره جشنواره فیلم فجر - ۱۳۷۲
- کاندیدای نقش اول مرد (علیرضا خمسه) در دوازدهمین دوره جشنواره فیلم فجر - ۱۳۷۲
- کاندیدای بهترین صداگذاری (رضا اردلان) در دوازدهمین دوره جشنواره فیلم فجر - ۱۳۷۲
- کاندیدای بهترین چهره‌پردازی (مهرداد میرکیانی، ثریا خرمی) در دوازدهمین دوره جشنواره فیلم فجر - ۱۳۷۲
- کاندیدای بهترین جلوه‌های ویژه (عباس شوقی) در دوازدهمین دوره جشنواره فیلم فجر - ۱۳۷۲